# Gonomyia odontostyla
Gonomyia odontostyla là một loài ruồi trong họ Limoniidae. Chúng phân bố ở miền Cổ bắc.